# Captain Jack (themapark)
Captain Jack, voluit Captain Jack Aviation Theme Park, is een gepland themapark op de grens tussen Mortsel en Deurne, vlak bij de Internationale Luchthaven Antwerpen.

## Geschiedenis
In 2015 raakte het nieuws bekend dat Jack Schoepen, de zoon van Bobbejaan Schoepen die het pretpark Bobbejaanland oprichtte, een themapark rond luchtvaart wilde openen op de parking van Sunparks in Mol. Dit had in 2017 of 2018 moeten openen. Er werden ruim honderd bezwaren tegen het park ingediend. Er werd geen definitief akkoord tussen Sunparks en Schoepen gesloten, waardoor het project in juni 2017 werd stopgezet. Schoepen kondigde hierna aan geen park meer te willen bouwen in België. Later kwam hij terug op die uitspraak.
Schoepen stelde in 2019 een nieuwe versie van zijn park voor op een pretparkbeurs van de International Association of Amusement Parks and Attractions in Parijs. Schoepen gaf toen de locatie ervan nog niet prijs, maar hij zei wel zo'n 300 à 400 duizend bezoekers per jaar te willen ontvangen.
In 2021 ging de Vlaamse overheid op zoek naar geïnteresseerden om een themapark te bouwen naast de luchthaven van Antwerpen. Dit op de locatie waar eerder honkbalclub Mortsel Stars hun velden had. Deze club moest al hun infrastructuur op eigen kosten afbreken voor de komst van het themapark. Aanvankelijk zou er een KMO-zone komen, maar door een potentieel te hoge verkeersdruk op de Krijgsbaan werd besloten om er een kleinere KMO-zone, een nieuwe stelplaats van De Lijn en een zone voor dagrecreatie te bouwen. Schoepen had eerder, voor de coronapandemie, al gesprekken gehad met de luchthaven en diende dan ook zijn voorstel in om er een nieuwe versie van Captain Jack te bouwen. Er zouden in dit park onder andere twee Boeing 747's worden tentoongesteld, waarvan er een zou worden omgebouwd tot hotel. Daarnaast zou Schoepen ook een monorail tussen Station Mortsel-Oude-God en het themapark willen aanleggen. In februari 2023 werd bekendgemaakt dat Captain Jack, als enige kandidaat, door minister Lydia Peeters in naam van de Vlaamse regering gekozen was om gebouwd te worden. De bouwwerkzaamheden zouden ten vroegste moeten starten in 2024, en ze zouden klaar moeten zijn in 2034. Na veelvuldige kritiek op het park werd er aangegeven dat er zo'n vijftigduizend bezoekers per jaar naar het park zullen komen, terwijl er eerder altijd van 300 à 400 duizend werd gesproken. Het project zou zo'n 200 miljoen euro kosten. Het vennootschap van Schoepen, Skice Development II, blijkt echter al jaren verlieslatend te zijn. Schoepen zal dus externe financiering nodig hebben om het project te kunnen realiseren.

## Kritiek
Groen Mortsel startte een petitie tegen het park, gericht aan minister Peeters en de gemeenten Antwerpen, Mortsel en Borsbeek. Ze hekelden vooral de toename aan verkeer en de verharding die mogelijk negatieve gevolgen zou kunnen hebben voor het nabijgelegen natuurgebied Klein Zwitserland. Al na enkele dagen hadden meer dan tienduizend mensen deze petitie getekend. Bovendien reageerden tal van lokale en gewestelijke politici, waaronder Vlaams parlementsleden Orry Van de Wauwer en Imade Annouri en Borsbeeks burgemeester Dis Van Berckelaer negatief op de komst van het park.